# Maurice Berteaux
Pour les articles homonymes, voir Berteaux.
Henri Maurice Berteaux, né le 3 juin 1852 à Saint-Maur-des-Fossés et mort accidentellement le 21 mai 1911 à Issy-les-Moulineaux, est un homme politique français. Député-maire radical de Chatou en banlieue ouest parisienne, il est plusieurs fois ministre de la Guerre et l'un des artisans de la rénovation de l'armée française avant la Première Guerre mondiale.

## Biographie
Issu d'une famille bourgeoise fortunée, il fait de brillantes études au lycée Charlemagne (4e arrondissement de Paris).
En 1879, à 27 ans, il succède à son beau-père dans la charge d'agent de change.
Franc-maçon actif au Grand Orient de France, Maurice Berteaux fréquente assidûment la loge de Saint-Germain-en-Laye. Par la suite, une loge maçonnique, la loge Maurice-Berteaux, portera son nom.
Maire de Chatou à partir de 1891, député de Seine-et-Oise en 1893, président du conseil général de Seine-et-Oise en 1908, Maurice Berteaux, à 56 ans, devient une personnalité marquante et influente de la banlieue ouest-parisienne de la Belle Époque. Il était notamment intervenu activement en 1904 pour empêcher la démolition du château de Maisons-Laffitte.
Spécialiste des questions militaires et financières, ardent républicain et laïque convaincu, il contribue, après l'affaire Dreyfus, à défendre et à consolider une Troisième République encore fragile.
Ministre de la Guerre puis président de la Commission de l'Armée, il participe à l'œuvre de rénovation de l'institution militaire entreprise par la Troisième République en prévision de « la revanche » sur l'Empire allemand qui a annexé le Nord de la Lorraine (Moselle) et l'Alsace en 1871. Son action pour assurer l'égalité de tous devant le service militaire et pour développer le rôle social de l'Armée aura permis, peu de temps avant la Grande Guerre, la mise en place d'une armée qui s'identifie à la Nation.
Il milite et participe activement à l'éducation populaire au sein de la Ligue de l'enseignement fondée par Jean Macé. Avec Jean Jaurès, il fait adopter une loi sur la prise en charge des accidents du travail favorable aux ouvriers et employés des chemins de fer. Il était également partisan de l'impôt sur le revenu progressif, de la séparation des Églises et de l'État (votée en 1905) et de la réduction du temps du service militaire.

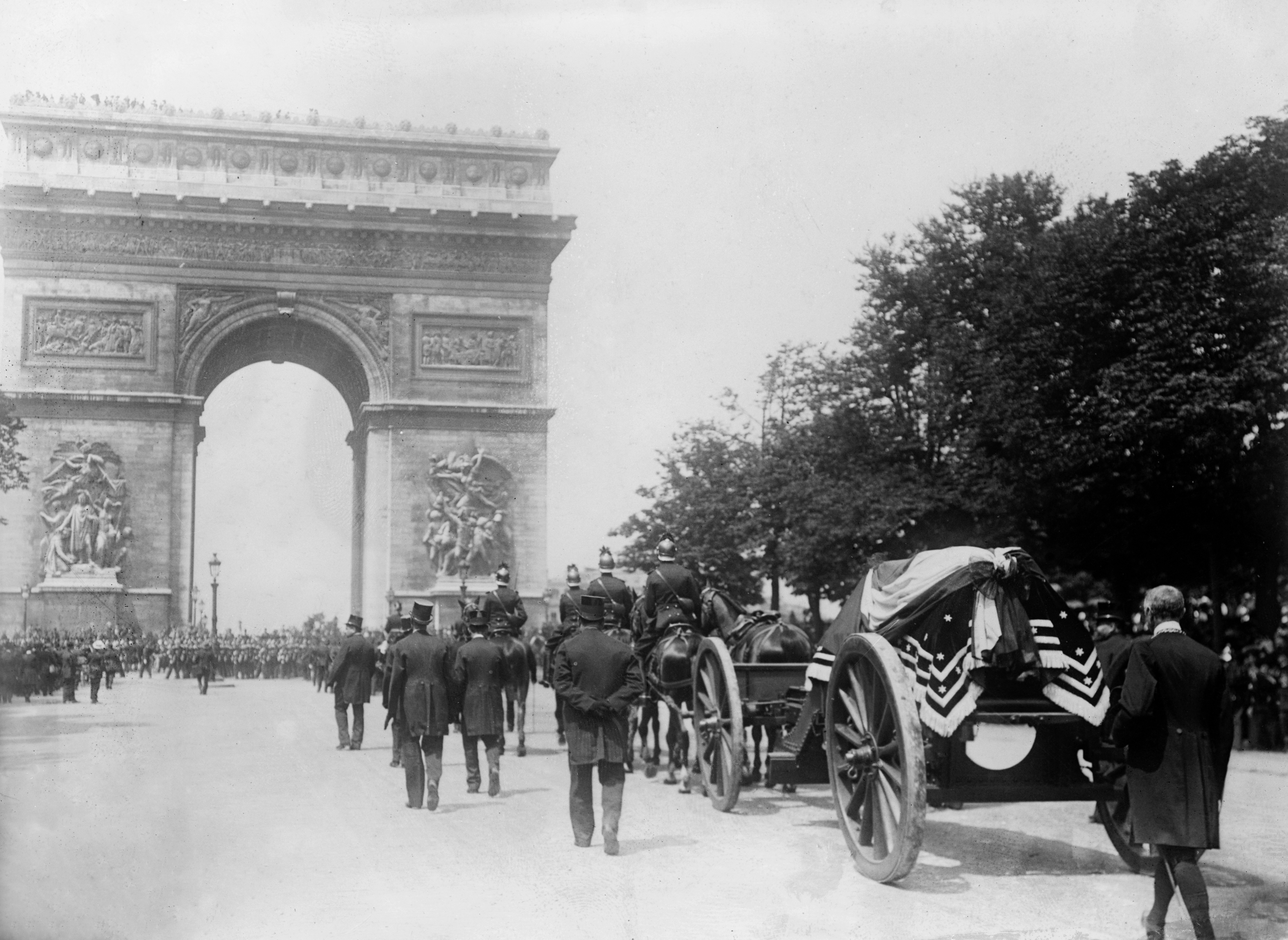
Cortège funèbre de Maurice Berteaux sur l'avenue des Champs-Élysées, en 1911.

Il meurt accidentellement le 21 mai 1911, à l'âge de 58 ans, sur le terrain d'aviation d'Issy-les-Moulineaux, lors de la course d'aviation Paris-Madrid, alors que l'aviateur Louis Émile Train, sur un monoplan de sa conception, tente un atterrissage d'urgence qui finit de manière catastrophique sur le groupe des personnalités qui avait envahi la piste.

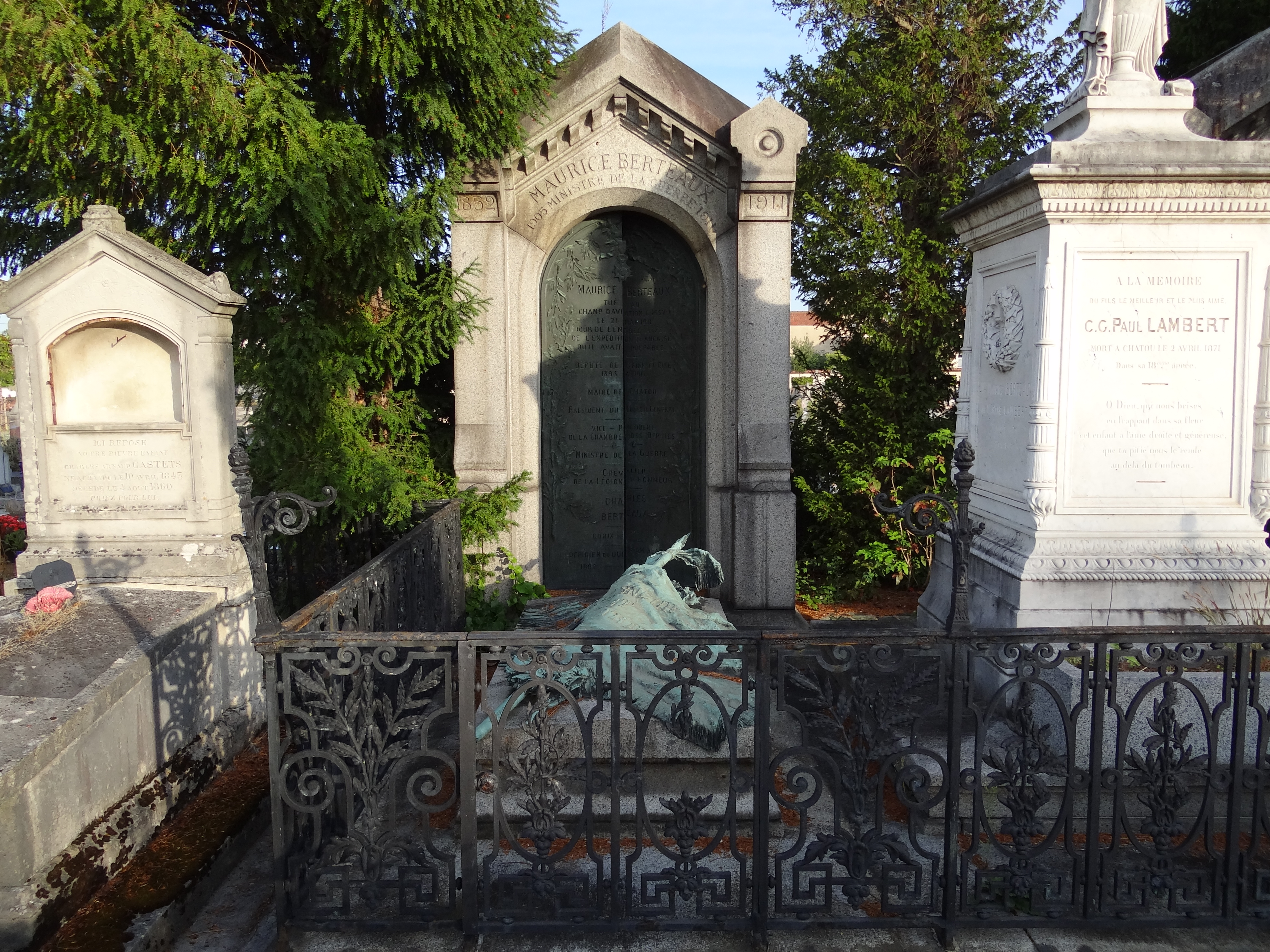
La tombe de Maurice Berteaux au cimetière des Landes à Chatou (Yvelines).

Il repose dans l'ancien cimetière de Chatou (cimetière des Landes).

### Principaux mandats et fonctions
- 1891-1911 : maire de Chatou
- 1893-1911 : député de Seine-et-Oise
- 1904 : président du Parti républicain, radical et radical-socialiste
- 15 novembre 1904 - 18 janvier 1905 : ministre de la Guerre dans le gouvernement Émile Combes
- 24 janvier - 12 novembre 1905 : ministre de la Guerre dans le gouvernement Maurice Rouvier (2)
- 2 mars - 27 mai 1911 : ministre de la Guerre dans le gouvernement Ernest Monis

## Hommage et postérité
Dans de nombreuses communes d'Île-de-France des voies portent son nom, comme à Paris avec la rue Maurice-Berteaux. Jusqu'à l'indépendance du pays en 1962, la commune algérienne d'Ouled Hamla se nommait Berteaux.
Le sculpteur Charles Maillard est l'auteur du  monument en hommage à Maurice Berteaux, ministre de la Guerre et maire de Chatou, qui est inauguré en 1922 à Chatou. En Antarctique, le cap Berteaux porte son nom.